# Pauroptila galenitis
Pauroptila galenitis är en fjärilsart som beskrevs av Edward Meyrick 1913. Pauroptila galenitis ingår i släktet Pauroptila och familjen fransmalar. Inga underarter finns listade i Catalogue of Life.